# Guillaume Barbotte
Guillaume François Bonaventure Barbotte est un homme politique français né le 25 septembre 1764 à Domfront (Orne) et décédé le 22 novembre 1818 au même lieu.
Avocat, administrateur du département en 1790, il est député de l'Orne de 1791 à 1792, siégeant à gauche. Il est ensuite procureur syndic du district de Domfront, puis juge au tribunal civil du département. Il est sous-préfet de Domfront sous le Premier Empire.

## Sources
- « Guillaume Barbotte », dans Adolphe Robert et Gaston Cougny, Dictionnaire des parlementaires français, Edgar Bourloton, 1889-1891 [détail de l’édition]